# Groupe de NGC 1672
Le groupe de NGC 1672 comprend au moins neuf galaxies situées dans la constellation de la Dorade. La distance moyenne entre ce groupe et la Voie lactée est d'environ 18,6 Mpc (∼60,7 millions d'al). 

## Membres
Le tableau ci-dessous liste les huit galaxies du groupe indiquées dans l'article de A.M. Garcia paru en 1993. Le site « Un Atlas de l'Univers » de Richard Powell mentionne aussi l'existence de groupe, mais en incluant seulement les galaxies du catalogue NGC. Toutefois, on y retrouve une quatrième galaxie de ce catalogue, soit NGC 1824.   
| Nom        | Class.      | Type                        | α (J2000.0)   | δ (J2000.0)  | Vitesse radiale (km/s) | m            | Distance (Mpc) | Diamètre (kal) |
| ---------- | ----------- | --------------------------- | ------------- | ------------ | ---------------------- | ------------ | -------------- | -------------- |
| NGC 1672   | SB(s)b      | Spirale barrée              | 04h 45m 42.5s | -59° 14′ 50″ | 1331 ± 4               | 9,7          | 19.9,6 ± 1,4   | 101            |
| NGC 1688   | SB(rs)dm    | Spirale barrée magellanique | 04h 48m 23.8s | -59° 48′ 01″ | 1228 ± 6               | 12,1         | 18,4 ± 1,3     | 46             |
| NGC 1703   | SB(r)b      | Spirale barrée              | 04h 52m 52.1s | -59° 44′ 32″ | 1526 ± 3               | 11,3         | 22,9 ± 1,6     | 74             |
| ESO 85-14  | SB(s)m      | Spirale barrée magellanique | 04h 54m 44.5s | -62° 47′ 59″ | 1406 ± 4               | 12,0302      | 21,1 ± 1,5     | 57             |
| ESO 85-30  | S0+? pec    | Lenticulaire                | 05h 01m 29.7s | -63° 17′ 36″ | 1300 ± 3               | 12,49 ± 0,04 | 19,7 ± 1,4     | 60             |
| ESO 118-34 | S0^0^ pec?  | Lenticulaire                | 04h 40m 17.5s | -58° 44′ 39″ | 1150 ± 5               | 12,67 ± 0,09 | 17,1 ± 1,2     | 19             |
| ESO 158-3  | (R')SB(rs)m | Spirale barrée magellanique | 04h 46m 17.3s | -57° 20′ 38″ | 975 ± 30               | 13,07 ± 0,09 | 14,6 ± 1,1     | 28             |
| ESO 119-16 | SA(s)dm     | Spirale magellanique        | 04h 51m 29.2s | -61° 39′ 03″ | 974 ± 6                | 13,7708      | 14,7 ± 1,0     | 81             |
| NGC 1824   | SB(s)m      | Spirale barrée magellanique | 05h 06m 56.2s | -59° 43′ 26″ | 1248 ± 3               | 12,6         | 18,9 ± 1,3     | 54             |

Le site DeepskyLog permet de trouver aisément les constellations des galaxies mentionnées dans ce tableau ou si elles ne s'y trouvent pas, l'outil du site constellation permet de le faire à l'aide des coordonnées de la galaxie. Sauf indication contraire, les données proviennent du site NASA/IPAC.